# Il seme e il seminatore
Il seme e il seminatore è un romanzo dello scrittore sudafricano Laurens van der Post, composto da tre storie correlate che si fondono in un'unica opera, pubblicata per la prima volta nel 1963. Dalle prime due storie nel 1983 è stata tratta una versione cinematografica, intitolata Furyo.

## Trama
La prima storia è ambientata in un campo di prigionia giapponese a Giava durante la Seconda Guerra Mondiale e narra in prima persona del rapporto tra John Lawrence, un ufficiale britannico, e il sergente Hara, una delle guardie anziane del campo. Questo racconto è stato pubblicato per la prima volta nel 1956 come A Bar of Shadow.
La seconda storia, più lunga, è anch'essa ambientata nello stesso campo di prigionia, ma viene narrata in terza persona dal diario del maggiore Celliers, un ufficiale sudafricano arruolatosi nel British Army. Il racconto è incentrato sull'ufficiale e sul rapporto con il fratello e con il capitano Yonoi, il comandante del campo. Sia la prima sia la seconda storia cercano di trasmettere le sensazioni conflittuali provate dai principali personaggi nei loro tentativi di comprendere le rispettive culture e i diversi codici d'onore in aperta opposizione.
La terza storia è incentrata sui ricordi di Lawrence relativi al breve incontro con una donna, di cui non conoscerà mai il nome, poco prima della sua cattura a opera dei giapponesi.

## Adattamento cinematografico
- Furyo

## Edizioni
La prima edizione italiana del romanzo è stata pubblicata in formato e-book da Wordbridge Edizioni nel 2017.
- Laurens van der Post, Il seme e il seminatore, traduzione di Giacomo Falconi, collana Exiles, Wordbridge Edizioni, 2017, pp. 287, ISBN 9788899958022.